# George Herbert Mead
George Herbert Mead (South Hadley (Massachusetts), 27 februari 1863 – Chicago, 26 april 1931) was een Amerikaanse socioloog, filosoof en psycholoog. Hij gaf jarenlang college aan de universiteit van Chicago. Mead wordt vaak gezien als een van de stichters van de sociale psychologie en daarnaast wordt hij vaak, naast William James, C.S. Peirce en John Dewey als hoofdfiguur gezien in de ontwikkeling van het pragmatisme. Zijn bekendste werk, Mind, Self, and Society from the Standpoint of a Social Behaviorist werd gepubliceerd na zijn dood en is een compilatie van collegenota's en selecties van ongepubliceerde manuscripten. Dit werk was van cruciaal belang voor het symbolisch interactionisme van Herbert Blumer. Denkers die grote invloed op zijn werk hadden waren, naast de eerder vernoemde pragmatisten, Charles Darwin, Wilhelm Dilthey, Wilhelm Wundt en Charles Cooley.

## Biografie
Mead werd geboren op 27 februari, 1863 te South Hadley, Massachusetts. Hij werd grootgebracht door zijn vader, Hiram Mead en zijn moeder Elizabeth (Billings) Mead in een protestantse middenklassengezin samen met zijn zus, Alice. Zijn vader was een voormalig congregationalistische dominee, uit een familie van boeren en geestelijken, en gaf later les aan het Oberlin Colleges theologische seminarie. Ook zijn moeder gaf daar voor twee jaar college en was later president van Mount Holyoke College in South Hadley, Massachusetts. In 1879 begon ook George Mead zijn studie aan dit Oberlin College waar hij zijn diploma haalde in 1883. Op dit college zou hij al, samen met zijn vriend Henry Northrup Castle (1862-1895), sterke kritiek leveren op het theologisch idee dat de menselijke geest (of ziel) een soort bovennatuurlijke en immateriële substantie zou zijn. Na het einde van zijn studie gaf hij ook enkele maanden les aan dit college, maar schakelde dan over, voor de komende drie jaar, naar de Wisconsin Central Rail Road Company, waar hij als inspecteur werkte.
In de herfst van 1887, ging hij naar de Harvard universiteit, waar zijn grootste interesse uitging naar de filosofie en de psychologie. Aan Harvard, studeerde Mead samen met Josiah Royce en William James (waarbij hij ook woonde), die een sterke invloed op hem uitoefenden. Hier zou hij in contact komen met het werk van G.W.F. Hegel en het toen nog invloedrijke Duits idealisme. Na zijn bachelordiploma schakelde hij van 1888 tot 1891 over naar Leipzig in Duitsland waar hij bij de beroemde psycholoog Wilhelm Wundt studeerde, waarvan hij bepaalde concepten zou overnemen, en tevens in contact kwam met de filosoof Wilhelm Dilthey waarbij hij oorspronkelijk zijn dissertatie wilde schrijven.
In 1891 trouwde hij met Helen Kingsbury Castle (1860-1929), de zus van zijn vriend Henry Castle, die hij leerde kennen te Oberlin. Hoewel hij nooit zijn proefschrift voltooid had, kreeg hij toch een baan aan de universiteit van Michigan in 1891. Daar ontmoette hij Charles Cooley en John Dewey, die tevens hun blijvende stempel op het werk van Mead zouden zetten. In 1894 verhuisde Mead, samen met Dewey, naar de universiteit van Chicago, waar hij tot zijn dood zou blijven. Het was voornamelijk door Dewey dat zijn interesse verschoof naar pedagogiek en de filosofie van de opvoeding, maar hij zou al snel zijn eigen versie hiervan ontwikkelen, die resulteerden in zijn psychologische theorieën rond de menselijke geest, het zelf en de samenleving. Mead stierf uiteindelijk aan een hartaanval in 26 april 1931.

## Filosofie
Pragmatische filosofen als Mead leggen de nadruk op de ontwikkeling van de persoon en de objectiviteit van de wereld binnen de sociale sfeer: "the individual mind can exist only in relation to other minds with shared meanings". De twee meest prominente grondslagen van Meads werk, en het symbolisch interactionisme in het algemeen, zijn enerzijds het pragmatisme en anderzijds het sociaal behaviorisme (in tegenstelling tot het psychologisch behaviorisme).
Mead was een belangrijk persoon in de sociale filosofie van de 20e eeuw. Een van zijn meest invloedrijke ideeën was de opvatting dat het mentale en het zelf emergeert uit het communicatieproces tussen organismes, dat voornamelijk uitgewerkt wordt in Mind, Self and Society. Deze stelling is ook wel bekend onder de naam van sociaal behaviorisme. Uit dit concept kwam de symbolisch interactionistische school van de sociologie (symbolic interactionist school of sociology) voort.
Oorspronkelijk voortkomend uit de Hegeliaanse dialectiek en de procesfilosofie, ontwikkelde Mead, net als Dewey, een meer materialistische procesfilosofie dat voornamelijk uitging van het menselijk handelen, en met name communicatief handelen. Dit zal later van groot belang zijn voor het werk van Jürgen Habermas, die hem als voorloper van zijn discoursethiek ziet.
De voornaamste kenmerken van zijn denken zijn dus enerzijds het pragmatisme en de procesfilosofie die de menselijke geest onlosmakelijk verbonden zag met zowel het menselijke handelen als de temporele dimensie van het leven. De mens en zijn denken moest niet benadert worden als iets alleenstaand of eeuwig, maar het is altijd verbonden met zijn omgeving. Dit geldt evengoed voor de geschiedenis, die niet moest opgevat worden als een gedetermineerd proces, maar als een open en onvoorspelbaar proces met ruimte voor creatieve evolutie. Hierdoor stelt hij ook, net als zijn collega John Dewey dat deed, dat de moderne democratie onontbeerlijk is voor de hedendaagse open samenleving van zelven die zichzelf en de wereld rondom zich steeds weer creatief scheppen.
Constitutie van het zelf
Menselijk handelen is, op een pragmatische manier, het criterium voor waarheid en maakt betekenis mogelijk. Gezamenlijke activiteit, zoals communicatieve activiteit, is de wijze waarop een persoonsidentiteit wordt geconstitueerd. De kern van Meads sociaal behaviorisme is dat de geest geen substantie is, die zich ergens in een transcendente sfeer bevindt, noch is het louter een reeks van gebeurtenissen die plaatsvinden in de menselijke psychologie structuur (zoals David Hume het opvatte). Met deze opvatting bestreed hij dus de klassieke opvatting dat het mentale van het materiële strikt gescheiden is. Aan de andere kant was hij ook niet tevreden met Hegels oplossing omdat het zelf zo werd opgenomen in een tijdloos en onveranderlijk geheel, namelijk het Absolute. Op deze wijze was er enerzijds geen plaats voor het creatieve karakter van de persoon in kwestie, anderzijds liet het ook geen maatschappij toe die openstond voor verandering en verbetering.
Het ontstaan van de menselijke geest is een contingent gegeven voortkomend uit de interactie tussen het menselijk organisme en zijn sociale omgeving; het is door participatie aan het sociale gebeuren van communicatie dat individuen hun mogelijkheid tot betekenisvolle symbolisch gedrag ontwikkelen, meer concreet de mogelijkheid om te denken. "The unit of existence is the act". stelt Mead. Er is dus, geen "mind or thought without language;" en taal "is only a development and product of social interaction" (Mind, Self and Society, p. 191-192). Het denken is op deze manier dus niet herleidbaar tot de neurofysiologie, maar emergeert daarentegen uit "the dynamic, ongoing social process" dat menselijke ervaring constitueert. (Mind, Self and Society, p. 7).
Objectief relativisme
Merkwaardig is ook de stelling van Mead die kan getypeerd worden als "objectief relativisme" (objective relativism). Mead was het oneens met de klassieke stelling dat als x een objectief gegeven is, het volledig op zichzelf moet kunnen staan. Dit leidde in de traditionele filosofie tot het onderscheid tussen primaire en secundaire eigenschappen: kleuren waren zo niet "objectief", maar altijd verbonden met een waarnemer. Kleuren, geuren en andere zaken raakten dus nooit verder dan de specifieke menselijke geest waarin ze verschenen en filosofen en psychologen vervielen hier zo steeds weer tot het gevaar van solipsisme.
Mead betoogt echter dat een menselijke geest niet op zichzelf kan staan, maar altijd verbonden is met andere personen en gedeelde betekenissen. Secundaire eigenschappen verkrijgen zo een meer objectief karakter doordat ze nooit louter met één persoon verbonden zijn. Wil die ene persoon de betekenis van die geuren en kleuren immers verstaan, moet hij ze uitdrukking in een taal die altijd al gedeeld wordt met andere mensen. Een gevolg hiervan is dat volgens Mead vele voorwerpen die we tegenkomen in feite door ons geconstrueerde zaken zijn in de taal. Deze objecten bestaan enkel in relatie tot de menselijke taal en maatschappij die de eigenschap heeft steeds weer nieuwe betekenissen te creëren en onderscheiden aan te brengen in de anders ongedifferentieerde reeks gebeurtenissen waarmee de mens in contact komt.